# Chrysotoxum shirakii
Chrysotoxum shirakii är en tvåvingeart som beskrevs av Matsumura 1931. Chrysotoxum shirakii ingår i släktet getingblomflugor, och familjen blomflugor. Inga underarter finns listade i Catalogue of Life.